# Exorhabdus mechowi
Exorhabdus mechowi är en skalbaggsart som först beskrevs av Schmidt 1883.  Exorhabdus mechowi ingår i släktet Exorhabdus och familjen stumpbaggar. Inga underarter finns listade i Catalogue of Life.